# Эстонский институт кино
Эсто́нский институ́т кино́ (эст. Eesti Filmi Instituut, сокращённо EFI) — эстонский фонд, направленный на поддержку и развитие киноиндустрии в Эстонии.

## История

### Эстонский фонд кино (1997—2013)
Фонд был основан в 1997 году Министерством культуры Эстонии с целью развития эстонского кино и изначально назывался «Эстонский фонд кино» (эст. Eesti Filmi Sihtasutus).

### Эстонский институт кино (2013—н.в.)
4 января 2013 года Эстонский фонд кино был заменён Эстонским институтом кино. Юридическая форма, регистрационный номер и адрес организации остались без изменений.

## Устройство
Фонд по большей мере направлен на поддержку кинопроектов: чтение сценариев, мониторинг производственных процессов и др. Этим занимается производственный раздел. Фонд кроме местных фильмов также поддерживает эстонских кинематографистов в международных кинопроектах в качестве сопродюсера.
Эстонский институт кино является организатором ежегодной Эстонской премии в области кино и телевидения (EFTA). Совместно с Национальным архивом Эстонии руководит платформой для просмотра эстонских фильмов «Arkaader».
Фонд также является правообладателем всех фильмов, снятых на киностудии «Таллинфильм» в 1941—2001 годах. Среди них более 1000 художественных, документальных, анимационных фильмов и кинохроника.

## Сотрудники
По данным на 2-й квартал 2025 года в фонде насчитывается 23 сотрудника, а его руководителем является Эдит Сепп.